# Гейзель Абель
Гéйзель Гéмпель Áбель (англ. Hazel Hampel Abel; 10 липня 1888, Платтсмауті, Небраска, США — 30 липня 1966, Лінкольн, Небраска, США) — американська політична діячка й педагог, сенаторка від штату Небраска (1954). Перша жінка, обрана до Сенату від штату Небраска, а також сенаторка від Небраски з найкоротшим терміном служби.

## Життєпис

### Молодість
Абель народилася в Платтсмауті, штат Небраска, у сім'ї Чарльза Гемпеля та Елли Гемпель. Навчалася в державних школах Омахи,  закінчила університет Небраски-Лінкольна 1908 року. Працювала вчителькою математики  та директоркою школи у Папіліоні, Ешланді та Криті. Згодом працювала секретаркою, скарбничкою, а зрештою президентом будівельної компанії свого чоловіка.

### Політична діяльність
Абель була делегаткою Республіканських конвенцій штату Небраска з 1939 до 1948 року і з 1952 до 1956 року. 1954 року Абель була обраною заступницею голови Державного республіканської центральної ради. Того ж року її обрали для заміщення сенатора Двайта Ґрізвольда, який помер на посаді, до кінця його строку. Абель  стала першою жінкою, яку було демократично обрано представляти штат Небраска в Сенаті, а також першою жінкою, яка рушила за іншою жінкою на цій посаді (Ева Боурінґ заступала Ґрізвольда до дати проведення виборів). Абель служила в Сенаті з 8 листопада 1954 року до відставки 31 грудня 1954 року. Вона подалася у відставку за три дні до закінчення терміну, щоб надати своєму колезі, республіканцю Карлові Кертісу зі штату Небраска, обраному на шестирічний термін у листопаді, перевагу за вислугу років. Пізніше вона зазначила, що проводила агітацію протягом двох місяців, щоб підвищити видимість жінок на політичних посадах. Бувши в Сенаті, вона проголосувала за засудження сенатора Джозефа Мак-Карті.
Гейзель Абель була делегаткою Конференції Білого дому з питань освіти (1955) та головою делегації штату Небраска для Республіканської національної конвенції (1956). З 1955 до 1959 вона була членом Комісії зі святкування ста років зо дня народження Теодора Рузвельта. 1957 року Абель назвали «американською матір'ю року».  Вона також була президентом і засновницею Небраської федерації республіканських жінок, була учаснинею опікунської ради в Доанському коледжі та Небраському веслійському коледжі. Вона кандидувала  на посаду губернаторки штату Небраска 1960 року.

### Смерть та спадщина
Померла в Лінкольні, штат Небраска. Парк у Лінкольні названий на її честь.

## Сімейне життя
Абель побралася з Джорджем Абелем 1916 року, народила п'ятьох дітей: Гелен, Джорджа, Гейзель, Алісу та Аннетту.